# Nikolai Alexejewitsch Polewoi

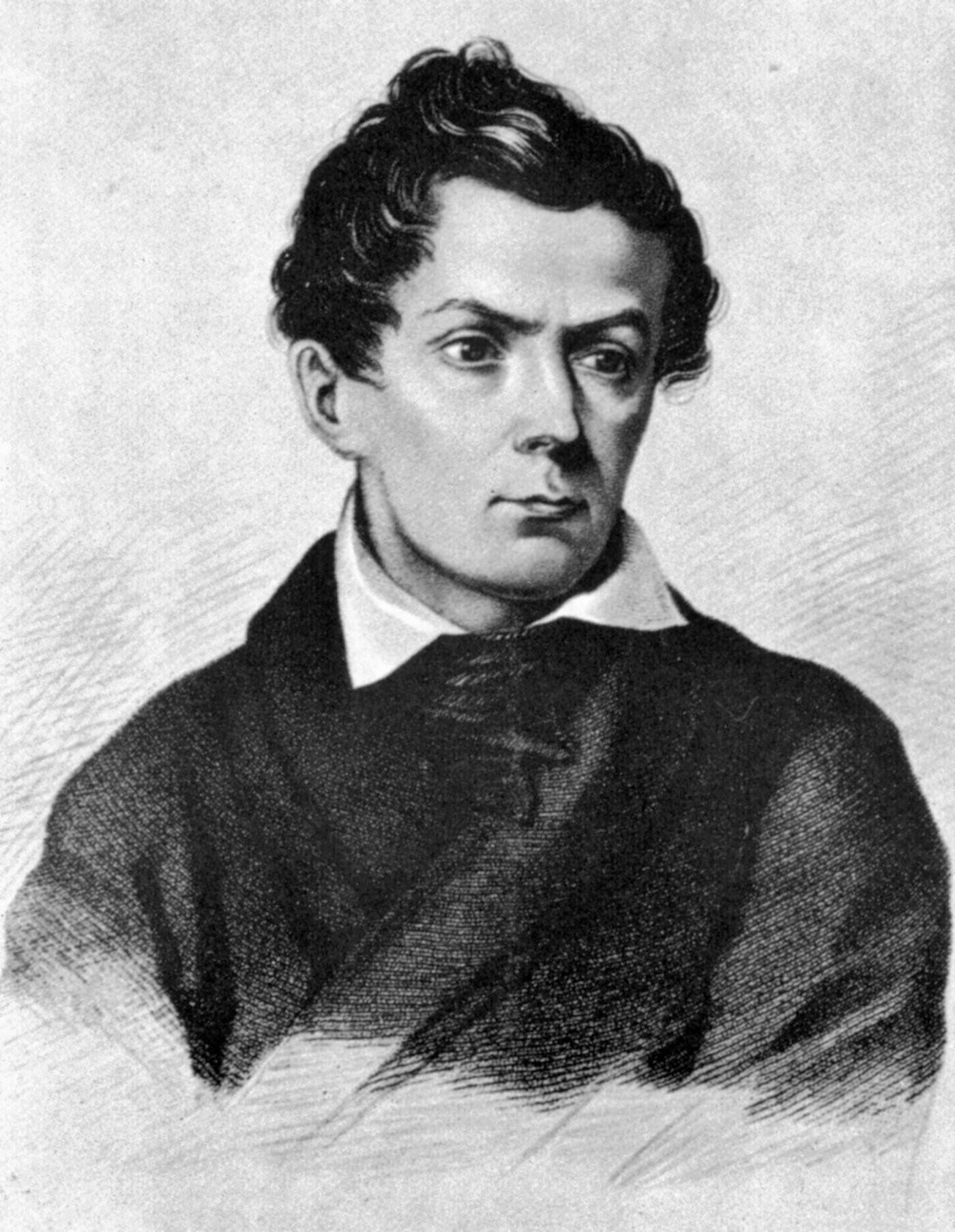
Nikolai Polewoi

Nikolai Alexejewitsch Polewoi (russisch Никола́й Алексе́евич Полево́й; * 22. Junijul. / 3. Juli 1796greg. in Irkutsk; † 22. Februarjul. / 6. März 1846greg. in St. Petersburg) war ein bedeutender russischer Journalist, Literat, Übersetzer und Historiker.

## Leben
Nikolai Polewoi, Sohn eines Kursker Kaufmanns und Direktors einer Russland-Amerika-Gesellschaft, wuchs in Irkutsk auf, bis 1811 die Familie zunächst in Moskau und dann in Kursk lebte. Er genoss nur eine häusliche Bildung, da er wegen seiner literarischen und historischen Interessen nicht gewillt war, in das Familiengeschäft einzutreten und sein Vater daraufhin nicht bereit war, Geld in seine Ausbildung zu investieren. Wie seine ältere Schwester, die Schriftstellerin Jekaterina Alexejewna Awdejewa geb. Polewaja (1788–1865), wollte er literarisch arbeiten, und so debütierte er 1817 als Journalist für die Zeitschrift Russischer Bote. Ebenso wurde sein jüngerer Bruder Xenophon Alexejewitsch Polewoi (1801–1867) Journalist, Schriftsteller und Kritiker.
1820 siedelte Nikolai Polewoi nach Moskau über und schrieb Gedichte, Artikel, Essays und Übersetzungen aus dem Französischen für die Vaterländischen Notizen, das Nordarchiv, den Syn otetschestwa und den Almanach Mnemosina. Dank der Förderung des Fürsten Pjotr Andrejewitsch Wjasemski, eines Freundes Puschkins, wurde Polewoi 1825 Herausgeber der Literatur- und Wissenschafts-Zeitschrift Moskauer Telegraf, die in der Moskauer Druckerei Auguste-René Semens (1781–1862) gedruckt wurde und wirtschaftliches Ansehen genoss. 1834 veröffentlichte er eine negative Kritik eines patriotischen Schauspiels von Nestor Wassiljewitsch Kukolnik, worauf die Zeitschrift geschlossen wurde auf persönlichen Befehls Nikolaus I. Nach der Schließung gab Polewoi seine bisherigen Ansichten auf.
1835–1844 gab Polewoi das Jahrbuch Illustrierte Rundschau der Denkwürdigkeiten aus Wissenschaft, Kunst, Wirtschaft und Heim zusammen mit einer pittoresken Reise durch die Welt und Biographien bedeutender Menschen heraus. Er beteiligte sich an der Nordbiene, der regierungsnahen Zeitschrift für Politik und Literatur (inoffizielles Organ des Geheimdienstes) und leitete 1837–1838 deren Literatur-Abteilung. 1838–1840 war er Redakteur des Sohn des Vaterlandes. 1841 begann er zusammen mit Nikolai Iwanowitsch Gretsch die Neuherausgabe der Monatszeitschrift Russischer Bote und war 1842–1844 ihr einziger Redakteur. 1839 hatte er sich in St. Petersburg niedergelassen.
Neben seiner journalistischen Arbeit betätigte sich Polewoi als Historiker. Abgesehen von Aufsätzen zu historischen Themen schrieb er die Geschichte des russischen Volkes (Bände 1–6 1829–1833), mit der er im Gegensatz zu Karamsins Geschichte des russischen Reiches statt der Beschreibung der Herrscher, der Kriege und der außenpolitischen Ereignisse die organische Entwicklung des Volkes von den Anfängen her darstellen wollte. Dabei orientierte er sich an der westeuropäischen Geschichtsschreibung, vor allem an François Guizot und Barthold Georg Niebuhr, und ging auch auf die Gesellschaftsordnung ein, indem er als erster das Feudalismus-Konzept auf das frühe Russland anwendete. Die Kritik aus dem Puschkin-Kreis sah Polewois Werk als unwürdige Parodie auf Karamsins Geschichte an. In einer unbearbeiteten Rezension bewertete Puschkin allerdings den zweiten Band Polewois wohlwollend als eine sehr eigenständige Arbeit. Anfangs plante Polewoi für sein Geschichtswerk zwölf Bände und kündigte auch eine solche Subskription an, aber wegen persönlicher Umstände konnte er nur sechs Bände fertigstellen, was ihm den Vorwurf der finanziellen Unregelmäßigkeit einbrachte. Die letzten Bände waren nicht mehr so interessant wie die ersten zwei, da er aus Zeitnot in das traditionelle Schema der Herrschaftsdarstellung abglitt und Quellen nur nacherzählte. Seine Darstellung endete mit der Eroberung Kasans durch Iwan den Schrecklichen.
Neben und nach seiner Geschichte verfasste Polewoi eine Reihe von historischen Schriften für einen breiten Leserkreis. Beispielsweise bestritt er in seiner Arbeit Kleinrussland, seine Bewohner und seine Geschichte (Moskauer Telegraf Nr. 17–18 (1830)) strikt jegliche ethnische und historische Verwandtschaft zwischen Großrussen und Kleinrussen, so dass Kleinrussland niemals der Nordteil Russlands war, wie Karamsin es vertrat.
Polewoi war auch Autor dramatischer Werke (4 Bände, 1842–1843), von denen insbesondere Ugolino, Parascha und
Großväterchen der russischen Flotte gut aufgenommen wurden.
Seine Aufsätze über Gawriil Romanowitsch Derschawin, Wassili Andrejewitsch Schukowski, Puschkin und andere russische Schriftsteller fasste Polewoi in dem Buch Essays über russische Literatur zusammen, dessen zwei Teile 1839 erschienen. In seinen späten Jahren trat er gegen Wissarion Grigorjewitsch Belinski auf und damit auch gegen die sogenannte gogolsche Richtung in der Literatur. Belinski polemisierte zwar gegen ihn, erkannte aber seine bedeutenden Verdienste um die Literatur in seinem Nekrolog an.
Seit 1832 war er korrespondierendes Mitglied der Russischen Akademie der Wissenschaften.
Nikolai Polewois Sohn Pjotr Nikolajewitsch Polewoi wurde ebenfalls Journalist und Literaturwissenschaftler.